# Trần Tiểu Vy
Trần Tiểu Vy (Quảng Nam, 23 agosto 2000) è una modella vietnamita, vincitrice del concorso di bellezza Miss Vietnam nel 2018. Ha rappresentato il Vietnam al concorso Miss Mondo 2018.